# Plaesiostola diaplintha
Plaesiostola diaplintha är en fjärilsart som beskrevs av Edward Meyrick 1926. Plaesiostola diaplintha ingår i släktet Plaesiostola och familjen äkta malar.
Artens utbredningsområde är Sarawak. Inga underarter finns listade i Catalogue of Life.